# Bigorra
Bigorra (en occità Bigòrra, en francès Bigorre) és una regió històrica d'Occitània, a la Gascunya, situada entre el Bearn i el Comenge. No gaudeix d'estatus d'oficialitat, i es correspon, a grans trets, al departament dels Alts Pirineus, el qual està ubicat administrativament a la regió d'Occitània. S'estén des de l'àrea axial pirinenca fins a la plana de Tarba al llarg del riu Ador. El mercat agrícola i la seva ciutat principal és Tarba.
Segons la proposta de divisió territorial d'Occitània del diari Jornalet, basada en l'obra de Frederic Zégierman Le Guide des pays de France, la Bigorra seria una sub-regió ubicada dins la regió de la Gascunya, que contindria 4 parçans (comarques occitanes):
- Alt Ador
- Baronies Gascones
- Lavedan
- País de Tarba

## Història
El territori va prendre el nom d'un antic castell. El primer titular del comtat de Bigorra potser fou Donat I Llop, investit per l'emperador Lluís I el Piadós amb caràcter hereditari (819). Possiblement un dels seus fills fou Ramon II de Pallars-Ribagorça, comte de Pallars. El 840 una invasió normanda assolà el comtat i incendià Tarba, la capital. Segueix una etapa confusa, de lenta reconstrucció, en què apareixen el comte Ramon I Donat (945), Garcia Arnau I i després la filla d'aquest, Garsenda de Bigorra, muller de Bernat I Roger de Comenge, comte de Coserans, mort vers el 1038. Llur fill Bernat II de Bigorra oferí un cens al bisbe d'Anicium (el Puig de Santa Maria).
El seu fill Ramon II de Bigorra (1077-80) lluità contra Arnau III de Comenge. Heretaren el comtat la seva germana Beatriu I de Bigorra i el seu marit Cèntul I (V de Bearn). Llur fill Bernat III de Bigorra feu redactar el Fur de Bigorra (1097); el succeí el seu germà Cèntul II de Bigorra, que lluità al costat d'Alfons I d'Aragó i Pamplona contra els musulmans. El seu net Cèntul III de Bigorra rebé la Vall d'Aran del comte rei Alfons I a canvi que ell i els seus successors fossin vassalls de la Corona d'Aragó. El 1196 la seva neta, la comtessa Peronella, es casà amb Gastó VI de Bearn, vescomte de Bearn, que lluità, sense èxit, contra els croats de Simó de Montfort. Jordà Esquivat de Chabanès, marit de Alícia de Bigorra neta de Peronella, heretà el comtat, però, en morir, la seva germana Laura no pogué obtenir-lo davant les reivindicacions de Gastó VII de Bearn, gendre de Peronella, en favor de la seva filla Constança, i les pretensions dels bisbes del Puig. Felip IV de França decidí d'apoderar-se'n (1307), fins que s'aclarís la qüestió.
Bigorra restà en poder de França fins al 1360, que passà a Anglaterra, però un aixecament els en foragità (1369), excepte de la plaça forta de Lorda, on van romandre fins al 1407.
Joan I de Grailly, comte de Foix, obtingué el comtat de mans de Carles VII de França, prèvia declaració de vassallatge (1425), i Bigorra fou governada pels comtes de Foix. En el segle xvi fou un focus important de protestantisme. L'any 1607 Enric IV de França l'incorporà definitivament a França.